# Etna
För andra betydelser, se Etna (olika betydelser).

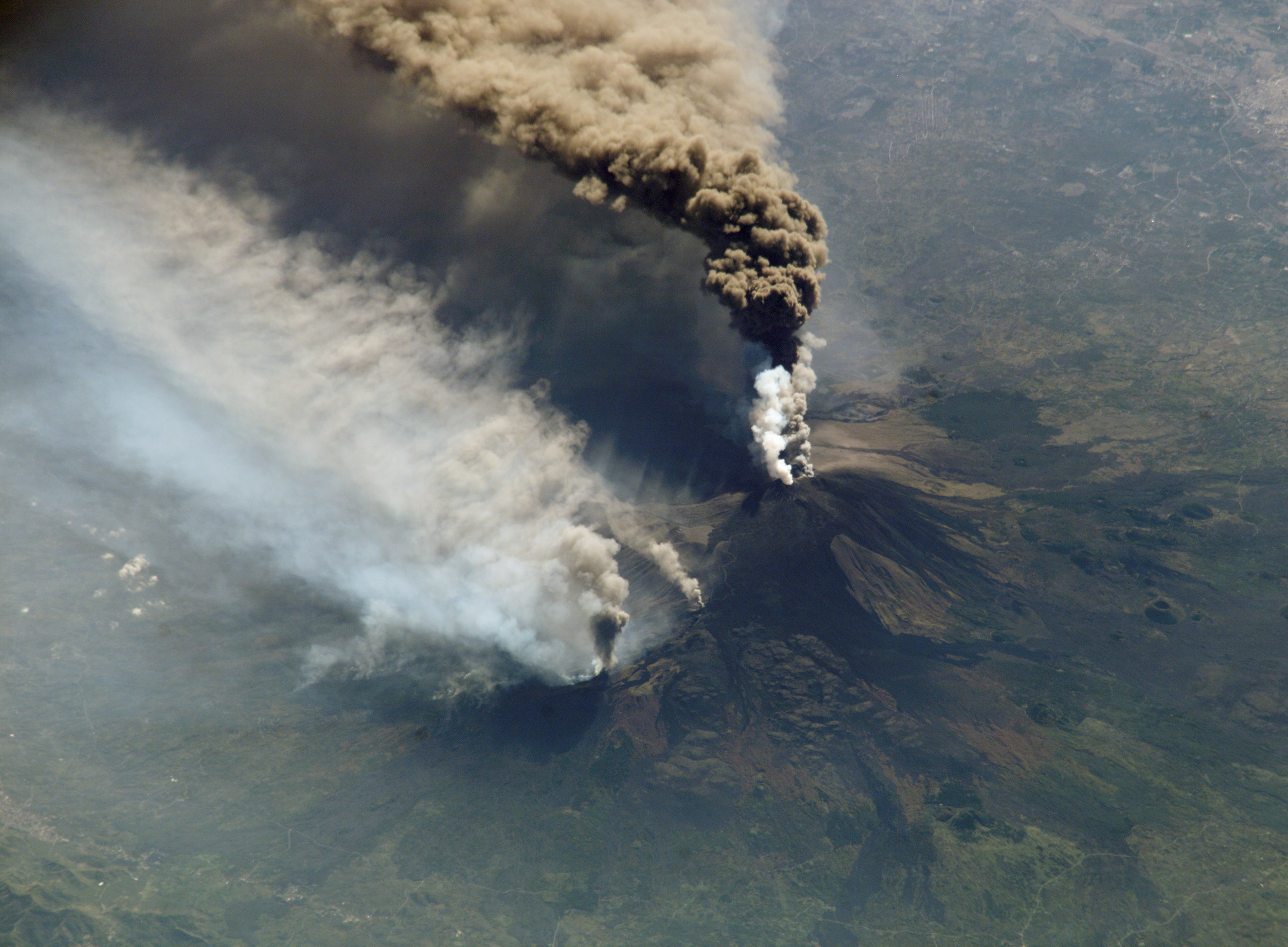
Utbrottet 2002, fotograferat av ISS.

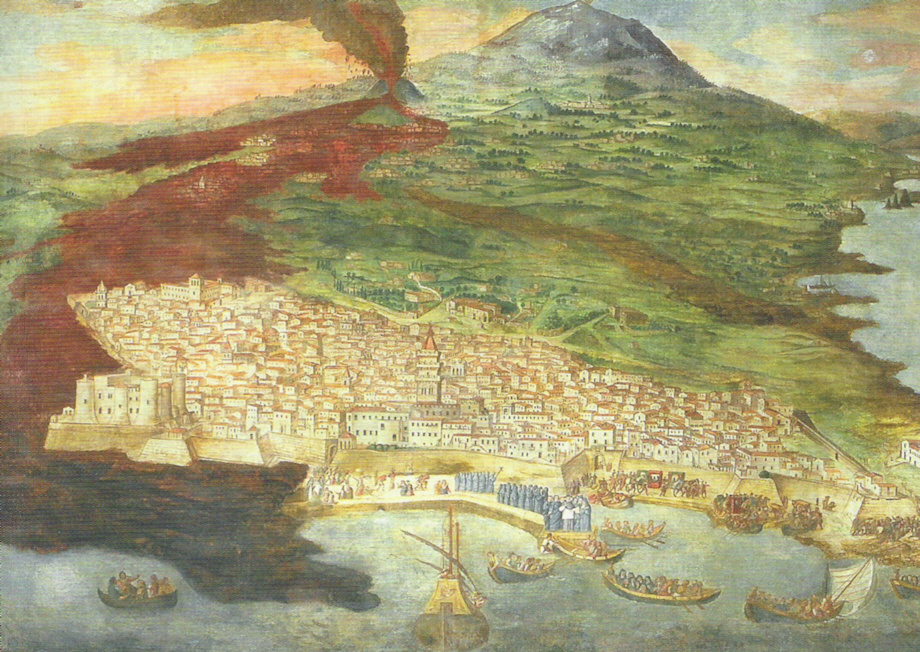
Utbrottet 1669, målning av Giacinto Platania.

Etna (sicilianska: Muncibeddu) är Europas högsta aktiva vulkan, som är belägen vid Siciliens östra kust i Italien. Vulkanen reser sig cirka 3 357 m ö.h.
Etna hade sitt kraftigaste kända utbrott 1669 och har även under 1900-talet haft stora utbrott, bland annat 1971. 
Under vintern är Etnas vulkankägla oftast snötäckt.

## Geografi

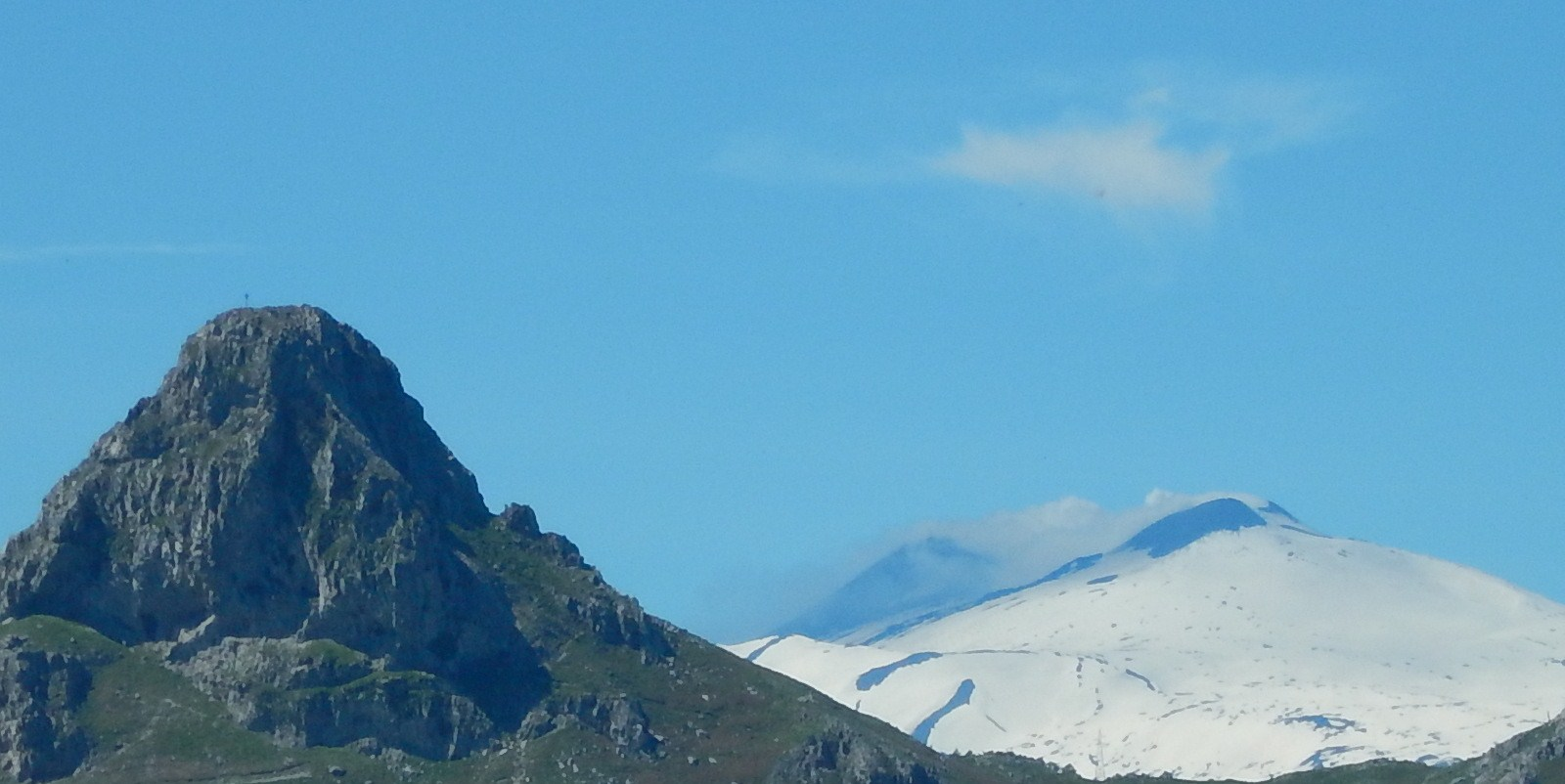
Etna och Rocca di Salvatesta, berg Peloritani

Europas högsta, största och mest aktiva vulkan ligger på Siciliens östkust precis där Europas och Afrikas kontinentalplattor kolliderar. Vulkanen är ofta i ett åtminstone milt eruptionstillstånd, men det brukar gå ett par år mellan de utbrott då Etna spottar lava ner för berget. Mellan åren 1998 och 2021 fick Etna omkring 200 utbrott.
Annars kommer det också jättelika rökringar fram ur vulkanen. Lavan gör att sluttningarna nedanför vulkanberget är mycket bördiga och lämpar sig väl för till exempel vinodlingar.

## Historik
Etna, eller ”Muncibeddu” som berget heter på sicilianska, har varit mer eller mindre aktiv i 500 000 år. Uppskattningsvis 6000 år f. Kr. kollapsade vulkanbergets östra sida och en krater som nu kallas ”Valle del Bove” bildades. Detta sammanbrott skapade en jättetsunami som tros ha sköljt över flera bebodda platser kring Medelhavet. Ett stort utbrott inträffade 1669, då flera byar och städer totalförstördes. Invånarna i Catania var också illa ute men man hade byggt murar runt staden och över stora vägar, vilket delvis bromsade lavans framfart. Västra sidan av staden förstördes dock. Etna har varit väldigt uppmärksammad under den antika perioden, då man trodde att Kronos, eller alla gudars fader, hade sitt palats på toppen av Etna. Man trodde även att efter förlusten mot gudarna, var Etna ett fängelse för det väldiga odjuret Tyfon. Tyfon var ett enormt vidunder med hundra väsande och eldsprutande ormhuvuden. Han var avkomma till Gaia, den stora jordmodern, och Tartaros, som var personifikation av den mörkaste och djupaste delen av underjorden där Hades regerade. Tillsammans med sin syster och hustru Echidna fick Tyfon många barn. Bland dem fanns hydran, Kerberos, Orthos, Chimaira, nemiska lejonet, sfinxen och den örn som åt Prometheus lever. Tyfon stred mot Olympens gudar om världsherraväldet och tillfångatog Zeus och höll honom fången tills denne med Hermes hjälp blev befriad. Zeus vältrade Etna över Tyfon och begravde honom där och än i dag sprutar hans mun eld och lava ut ur vulkanen.
| År   | miljoner kubikmeter |
| ---- | ------------------- |
| 1669 | 980                 |
| 1852 | 420                 |
| 1865 | 92                  |
| 1869 | 8                   |
| 1874 | 1                   |
| 1879 | 57                  |
| 1928 | 53                  |

## Uppmärksammade utbrott

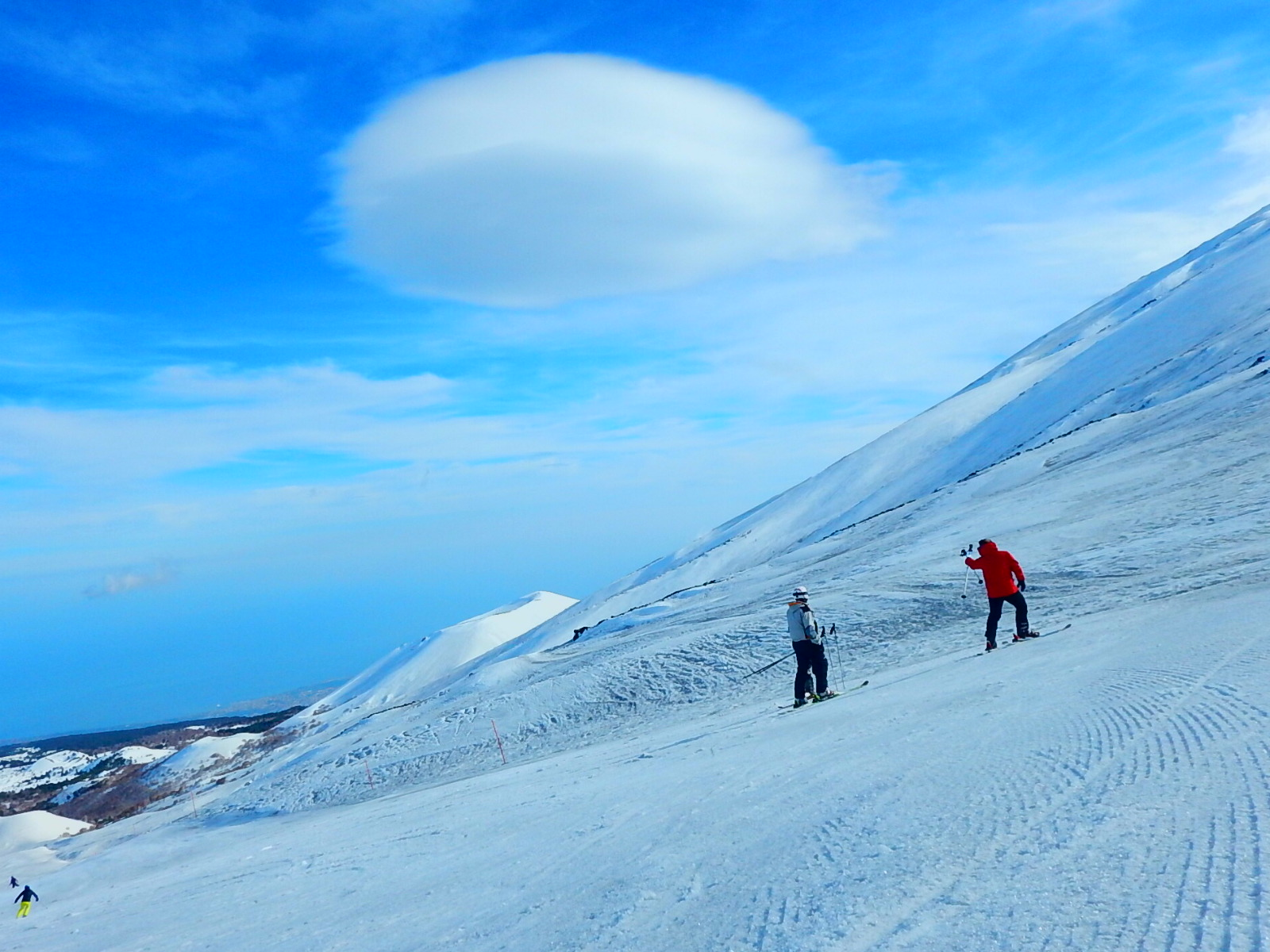
Etna North Linguaglossa och Etna South Nicolosi är de två skidorter i vulkanen

Två utbrott skedde i augusti 2021 och ett inleddes den 16 februari samma år och dessförinnan den 18 oktober 2019. Ett utbrott startade den 20 juli 2019. Före det, den 5 januari 2012, skedde ett utbrott då en 5 000 meter hög pelare av aska sköt upp ur vulkanen. Lava sågs också rinna från en ny krater. Dessförinnan skedde ett utbrott den 13 januari 2011. Det varade i två timmar och ledde inte till några skador på människor. Catanias flygplats fick dock lov att stänga en tid på grund av askmoln.